# Ahmed Adel Abdel Moneam
Ahmed Adel Abd El-Moneam (tiếng Ả Rập: احمد عادل عبد المنعم) (sinh ngày 10 tháng 4 năm 1987) là một thủ môn bóng đá người Ai Cập, thi đấu cho Misr El Maksa.
Ahmed có màn ra mắt cho Al Ahly trước Ismaily ở mùa giải 2007/08 và là trận hòa 1-1, sau sự ra đi của Essam El-Hadary đến FC Sion và chấn thương của Amir Abdelhamid.
Ahmed Adel được lựa chọn thi đấu cho Ai Cập tại Giải vô địch bóng đá trẻ thế giới 2005 ở Hà Lan.

## Mùa giải 2009/2010
Mùa giải 2009/2010, dưới thời huấn luyện viên mới Hossam El Badry, Ahmed Adel thường xuyên bắt chính cho đội bóng. Ahmed Adel có màn trình diễn tốt và có nhiều trận giữ sạch lưới. Trước đó, Ahmed Adel được lựa chọn vào đội hình sơ loại tham dự Cúp bóng đá châu Phi 2010 cho Ai Cập nhưng không thể nằm trong danh sách 23 cầu thủ chính thức. Khi Al Ahly ký hợp đồng với Sherif Ekramy giữa mùa giải 2009-10, anh không còn nằm trong đội hình xuất phát nữa.

## Mùa giải 2011/2012
Anh có vài lần ra sân do Sherif Ekramy bị chấn thương – nhưng không còn được ra sân thường xuyên nữa.